# Norveška Narodna Pomoć
Norveška Narodna Pomoć, međunarodno najpoznatija pod engleskim nazivom Norvegian People's Aid (NPA), je organizacija humanitarne solidarnosti sindikalnog pokreta. Organizacijom upravljaju članovi kojih je približno 14.000 članova i ima blizu 2.200 zaposlenih koji rade u 33 zemlje na deminiranju, humanitarnoj pomoći, promovisanju demokratizacije; prava autohtonog naroda, jednakost; i pravednu raspodelu zemlje i resursa. NPA trenutno vodi aktivnosti deminiranja u 20 zemalja i igrala je centralnu ulogu u Međunarodnoj kampanji za zabranu mina i Konvenciji o zabrani kasetne municije koja je potpisana u Oslu 2008. godine. Generalni sekretar Norveške Narodne Pomoći je Henriet Kili Vestrin, a predsednik odbora je Gerd Kristijansen. Norveška Narodna Pomoć je nagrađena TV kampanjom 2011.
Vizija Norveške narodne pomoći je: „Solidarnost u praksi“. Rad organizacije je koncentrisan na dve ključne oblasti, „pravičnu raspodelu moći i resursa” i „zaštitu života i zdravlja”. U Norveškoj, Norveška Narodna Pomoć je uključena, između ostalog, u prevenciju nesreća, pružanje prve pomoći i spasilačke službe, inkluziju i borbu protiv rasizma i rad centara za prihvat azilanata. Na međunarodnom planu, organizacija radi na uklanjanju mina i eksploziva, kao i na projektima koji imaju za cilj demokratizaciju, prava autohtonih naroda, rodnu ravnopravnost i pravednu raspodelu zemlje i resursa.
Norveška narodna pomoć je aktivna u više od 30 zemalja i radi na pravednoj raspodeli moći i resursa i zaštiti života i zdravlja radeći na međunarodnom planu sa dugoročnim razvojnim radom, sa čišćenjem eksploziva i mina nakon rata i sukoba, i pomaže tamo gde postoji akutna potreba. Norveška narodna pomoć je radila na tome da postane jedna od vodećih svetskih organizacija u civilnom, humanitarnom čišćenju od mina, i aktivno je radila kako u Norveškoj tako i na međunarodnom planu na uspostavljanju međunarodnih zabrana stvaranja i upotrebe nagaznih mina i kasetne municije.
Lokalni rad je ključ održivih projekata i stoga organizacija uvek radi preko lokalnih partnera i lokalnih vlasti. Posvećenost organizacije je okupljena oko dve strateške oblasti:
- Pravedna raspodela moći i resursa
- Zaštita života i zdravlja

## Četiri glavne aktivnosti Norveške narodne pomoći:
- Dugoročni razvoj i demokratski rad
- Humanitarno razoružanje
- Sanitarna i spasilačka služba
- Izbeglica, azil i integracijski rad

## Istorija
Norveška narodna pomoć je formalno osnovana 1939. godine, kao prirodan nastavak rada koji je tada sprovodilo nekoliko organizacija i akcija; na međunarodnom nivou u Španiji razorenoj građanskim ratom i u okupiranoj Finskoj preko Španskog komiteta i Finske pomoći, a na nacionalnom nivou sa radom na promociji zdravlja kroz radnički sanitarijat.
Posle Španskog građanskog rata, Karl Evang je u ime Španske pomoći, pokrenuo inicijativu kod Norveške konfederacije sindikata da se osnuje zdravstvena organizacija koja bi radila sa zdravstvenim radom u Norveškoj, a mogla bi da se umeša kada stanovništvu Norveške ili drugim zemljama preti neka nevolja. Sekretarijat Norveške konfederacije sindikata odobrio je osnivanje Norveške narodne pomoći u jesen 1939. Osnivački sastanak je bio zakazan za februar 1940, ali kada je izbio Finski rat u novembru 1939, osnivanje je ubrzano, tako da je 7. decembra 1939. zvanično osnovana Norveška Narodna Pomoć.

### Norveška Narodna Pomoć u 30-im
U Evropi je prevladao fašizam, sa građanskim ratom između republikanaca i fašista u Španiji i svetskim ratom u septembru 1939, dok je u novembru 1939. godine, Finsku napao Sovjetski Savez i izbio je Zimski rat. U tom kontekstu, Norveška Narodna Pomoć osnovana je 7 decembra 1939. i aktivno je učestvovala u podršci španskom i finskom narodu.
Tokom zime 1939-1940, Norveška Narodna Pomoć prikupila je 1,7 miliona norveških kruna za finsku pomoć.

### Norveška Narodna Pomoć u 40-im
Tokom rata, Norveška Narodna Pomoć je radila na saniranju sanitarnih radove širom zemlje. Zdravstvo radnika obezbedilo je 14.000 prve pomoći. Ministarstvo unutrašnjih poslova je 5. avgusta 1941. obavestilo sve guvernera okruga u Norveškoj da „opštine nemaju pravo da daju doprinose u bilo kom obliku za aktivnosti Norveške narodne pomoći“. Nemci su zabranili rad Norveške narodne pomoći i u septembru 1941. su morali privremeno da zatvore posao u Norveškoj, zatim se sele u egzil gde su nastavili da rade iz Švedske.
Posle Drugog svetskog rata, Norveška Narodna Pomoć je aktivno učestvovala u obnovi Norveške, posebno u zdravstvu. Između ostalog, tražili su osnivanje javnih sauna u Norveškoj i pokrenuli odmor za umorne domaćice. Godine 1940. 160 dece i 72 domaćice dobilo je 14-dnevni boravak u Sormarki. Organizacija je takođe stajala iza osnivanja zdravstvenih stanica i službi medicine rada širom zemlje.
Stručno preduzeće A/S Millimek osnovano je zbog zapošljavanje invalida i rehabilitovanih osoba.
Na međunarodnom planu, posebno su učestvovali u humanitarnoj pomoći izbeglicama. U saradnji sa Crvenim krstom, 1946. godine rad je proširen na celu Evropu u vidu evropske pomoći.

### Norveška Narodna Pomoć u 50-im
Zdravstveni rad dolazi u fokus čak i više nego ranije. Organizuju se domaći odmori i kampovi za decu .
Evropska pomoć je obustavljena i uspostavljen je Norveški savet za izbeglice. Organizacija je bila saradnja između Norveške Narodne Pomoći, Crvenog krsta i Norveške crkvene pomoći.

### Norveška Narodna Pomoć u 60-im
Osobama sa invaliditetom se nudi posao u Lorenu u Oslu, gde Norveška Narodna Pomoć otvara industrijske zgrade i spavaonice za osobe sa invaliditetom, kojima se takođe nudi putovanje na odmor. Prve akcije protiv nesreća utopljenika i kućnih nezgoda održavaju se, da bi kasnije postale godišnje pojave i to traje sve do danas.
Organizacija je 1963. godine otvorila starački dom za epileptičare. Iste godine organizacija je organizovala rad na pomoći nakon zemljotresa u Skoplju.
Sanitetski i omladinski komitet osnovan je kasnih 60-ih godina kako bi se što više mladih ljudi privuklo. Takođe su pozajmljivali medicinsku opremu za invalide.

### Norveška Narodna Pomoć u 70-im
Osnovan je Informativni centar protiv nesreća utopljenika. Broj članova Norveške narodne pomoći premašio je dve hiljade, a aktivnosti za pripreme za Uskrs u planinama porasla je. 1972. godine. Sanitet Norveške Narodne Pomoći je po prvi put preuzeo odgovornost za terensku bolnicu i sanitarnu pripravnost za Kup Norveške, rad je nastavljen do dan danas.
Krajem 1970-ih, zatraženo je od Norveške Narodne Pomoći da preuzme zadatak povećanja svog međunarodnog učešća u radničkom pokretu. Norveška Narodna Pomoć je dobila svoj međunarodni ogranak i uključila se u oslobađanje Zimbabvea, Južne Afrike i Namibije. Takođe je upućena pomoć žrtvama zemljotresa u Jugoslaviji.

### Norveška Narodna Pomoć u 80-im
Televizijska kolekcija iz 1983. - "Akcija Ljudsko dostojanstvo" - dala je novi podsticaj međunarodnom radu Norveške narodne pomoći, uz pojačane napore prvenstveno u Južnoj Africi i Latinskoj Americi. Kampanja je uglavnom bila fokusirana na informisanje umesto na gladnu decu.
1.200 tona hrane je prikupljeno i poslato u Poljsku tokom krize u zemlji. Počeli su da rade na Bliskom istoku i Južnom Sudanu. U Norveškoj, Norveška Narodna Pomoć osnovala je svoj prvi prihvatni centar za azilante. Prijem je osnovan u Klemetsrudu 1988. godine.

### Norveška Narodna Pomoć u 90-im
Razvoj događaja u istočnoj Evropi postavio je Norveškoj narodnoj pomoći nove zadatke. U Južnoj Africi, Norveška Narodna Pomoć je bila jedna od prvih stranih organizacija. 1992. godine su počeli sa deminiranjem u ime UN-a, u Kambodži i Mozambiku.
Dobili su jedan novi veliki zadatak za unapređenje i očuvanje spoljne sredine. Norveška Narodna Pomoć je odgovorila na ovaj izazov, između ostalog, osnivanjem grupa za spremnost za životnu sredinu i učešćem u Agenciji za zaštitu životne sredine.
Napori iz 1990-ih takođe uključuju rad na smanjenju jaza između generacija i ponovnoj izgradnji mreža socijalne zaštite u lokalnoj zajednici. Pojačan je rad za starije, a mladima su ponuđene aktivnosti i obuka u zdravom okruženju. Osnovani su volonterski centri širom zemlje.
„Zajednička akcija protiv rasizma“ osnovana je sredinom 90-ih u saradnji sa LO. Norveška narodna pomoć je takođe uspostavila šemu starateljstva za maloletne tražioce azila bez pratnje.

## Norveška Narodna Pomoć danas
Norveška Narodna Pomoć trenutno obavlja deminiranje neeksplodiranih eksplozivnih sredstava u 23 zemlje. Organizacija je aktivno učestvovala u međunarodnoj zabrani kasetne municije koja je potpisana 3. decembra 2008. godine.
Norveška narodna pomoć je predstavljena u odboru ICAN-a, koji je 2017. godine dobio nagradu za mir za svoj rad na uspostavljanju zabrane nuklearnog oružja.
Od drugih međunarodnih projekata, Norveška Narodna Pomoć danas je takođe uključena u borbu za autohtone narode, prava i ravnopravnost žena, demokratizaciju i pravo na zemlju i resurse. Organizacija ima zaposlene u preko 30 zemalja.
U martu 2019, Norveška narodna pomoć zatvorila je svoj poslednji prihvatni centar za azil, ali su nastavili da se bave antirasizmom.
Norveške narodne pomoći takođe vodi prvu pomoć, dobrovoljne službe spasavanja i dobrovoljne službe hitne pomoći. Organizacija takođe sprovodi preventivni rad u slučaju nezgoda. Sanitarno osoblje Norveške narodne pomoći bilo je prisutno u letnjem kampu AUF-a na Utoji tokom terorističkog napada 22. jula 2011. Oni su pružili prvu pomoć povređenim mladim ljudima i organizovali utočište za ukupno 47 ljudi u učionici na ostrvu. Hanne Anette Balch Fjalestad iz Norveške Narodne Pomoći ubijena je tokom napada.
Norveška Narodna pomoć i dan danas radi na deminiranju kontaminiranog područja, tako da je od kada je počela sa tim poslom od 1992. gudine u Kambodži pa do sada uklonila preko 2 miliona mina, kasetne municije i drugih neeksplodiranih ubojnih sredstava, tako oslobađajući preko 1 milijardu kvadratnih metara prethodno kontaminiranog zemljišta u više od 40 zemalja i teritorija. Trenutno NPA ima programe deminiranja u više od 20 zemalja i teritorija.

## Norveška Narodna Pomoć i njihov rad u Bosni i Hercegovini
Misija Norveške narodne pomoći u Bosni i Hercegovini počela je još 1993. godine, a tokom tih godina pomagali su izbeglicama, obnovi naselja, razvoju civilnog društva i medija te humanitarnom deminiranju. Oni su obnovili ili izgradili 3.022 različita objekta u ratom pogođenim područjima čime je osiguran smeštaj za više hiljada porodica.
Regionalni program razvoja civilnog društva i medija Norveške narodne pomoći za jugoistočnu Evropu delovao je kroz podršku medijima, jačanje uloge žena u politici i rešavanje društvenih konflikata te uspostavljanje veza i dijaloga u Bosni i Hercegovini.
Kroz program Norveške narodne pomoći deminirano je 34,72 kvadratnih kilometara u 98 ugroženih naseljenih mesta što je značajno doprinelo postkonfliktnom oporavku i razvoju Bosne Hercegovine. U BiH se kontinuirano implementiraju projekti oslobađanja zemljišta zagađenog minama i kasetnom municijom, a aktivnosti su usmerene na srednje i visoko ugrožene zajednice.
Norveška narodna pomoć u BiH provodi aktivnosti netehničkog istraživanja, tehničkog izviđanja i čišćenje mina, trajnog obeležavanja minsko sumnjivih područja, uništavanja eksplozivnih sredstava, upozoravanja na opasnost od mina, procene rizika i uticaja na ugrožene zajednice.
U partnerstvu s Centrom za uklanjanje mina u BiH i Deminerskim bataljonom Oružanih snaga BiH, timovi za netehničko izviđanje završi će celovitu procenu minske situacije u BiH, tako da se uskoro očekuje i završetak projekta "Opšta procena minske situacije u BiH" koji u finansira Evropska unija.
S Centrom za uklanjanje mina u BiH, Oružanim snagama BiH i Federalnom upravom civilne zaštite Norveška narodna pomoć u BiH planira dovršiti proces izviđanja i oslobađanja preostalog područja zagađenog kasetnom municijom, što će omogućiti ispunjavanje međunarodnih obveza BiH u skladu s Konvencijom o zabrani kasetne municije.
Tim Norveške narodne pomoći izvrši će procene rizika za tri naseljena mesta u blizini perspektivnih skladišta municije i minsko-eksplozivnih sredstava i pružiti ulazne podatke Ministarstvu odbrane BiH za planiranje preventivnih mera i upravljanje posledicama u slučaju neplaniranih eksplozija skladišta.
Protivminskim aktivnostima Norveške narodne pomoći u BiH u 2020. godini su se osigurali uslovi za rekonstrukciju infrastrukture, sigurnu upotrebu poljoprivrednog zemljišta i smanjenje opasnosti od mina i eksplozivnih ostataka iz rata za lokalno stanovništvo. Također, time će se doprinijeti ispunjenju obaveza BiH prema Konvenciji o zabrani upotrebe, stvaranja zaliha, proizvodnje i prenosa protivpešadijskih mina i njihovog uništavanja i Konvencije o zabrani kasetne municije.
U 2020. godine bilo je planirano da od neeksplodiranih ubojitih sredstava očiste približno četri kvadratna kilometra. Za implementaciju projekata Norveške narodne pomoći korisre se sredstva donatora kao što su Švajcarska agencija za razvoj i saradnju, Vlada Savezne Republike Nemačke, Evropska unija, organizacije COOP Norge SA iz Norveške, a najveći deo sredstva dala je Vlada Norveške.

## Spoljašnje veze
- Zvaničan sajt Norveške Narodne Pomoći
- NPA slike sa Flickr-a
- Norveška Narodna Pomoć na Fejsbuku
- Norveška Narodna Pomoć - kategorija slika, video ili audio zapisa na Commons -u